# 楊正午
楊 正午（よう せいご、ヤーン・ジュヨンウー、1941年1月 - ）は、中華人民共和国の官僚、政治家。湖南省竜山県出身。竜山県党委書記、湘西トゥチャ族ミャオ族自治州党委書記、湖南省省長、湖南省党委書記、湖南省人民代表大会常務委員会主任、第10期全国人民代表大会財政委員会副主任委員（次官）、第11期全国人民代表大会常務委員会委員などを歴任した。

## 経歴
1941年1月、湖南省竜山県で生まれる。
1960年8月からは竜山県の教員、公社団幹部、竜山県革命委員会政工組幹部、党委員会事務室幹部、副主任を歴任。1970年6月、竜山県党委副書記に就任。1978年1月、竜山県党委書記に昇格する。同年11月には同省湘西トゥチャ族ミャオ族自治州党委員会常務委員を兼務する。1981年7月には湘西トゥチャ族ミャオ族自治州副州長に転任する。1983年6月、湘西トゥチャ族ミャオ族自治州党委書記に昇格。1985年6月、湖南省党委員会常務委員を兼務する。
1990年3月、湖南省党委副書記に転任し、湘西トゥチャ族ミャオ族自治州党委書記を退く。1995年1月の人民代表大会常務委員会で陳邦柱省長の異動にともない省長代理に任じられ、同年2月には予定通り省長に昇格している。1998年9月、湖南省党委書記に昇格、同時に省長を辞任しました。翌年2月には湖南省人民代表大会常務委員会主任を兼務する。
2005年12月、中央に移り、第10期全国人民代表大会財政委員会副主任委員（次官）に任命される。2008年3月、第11期全国人民代表大会常務委員会委員に就任。2013年3月に退任し、政界から引退した。2017年5月16日、第19回党大会で党代表に選出される。